# Maseru
Maseru este capitala și cel mai mare oraș al statului african Lesotho, situat în vestul țării, pe râul Caledon, în apropiere cu granița cu provincia Free State, Republica Africa de Sud.

## Note

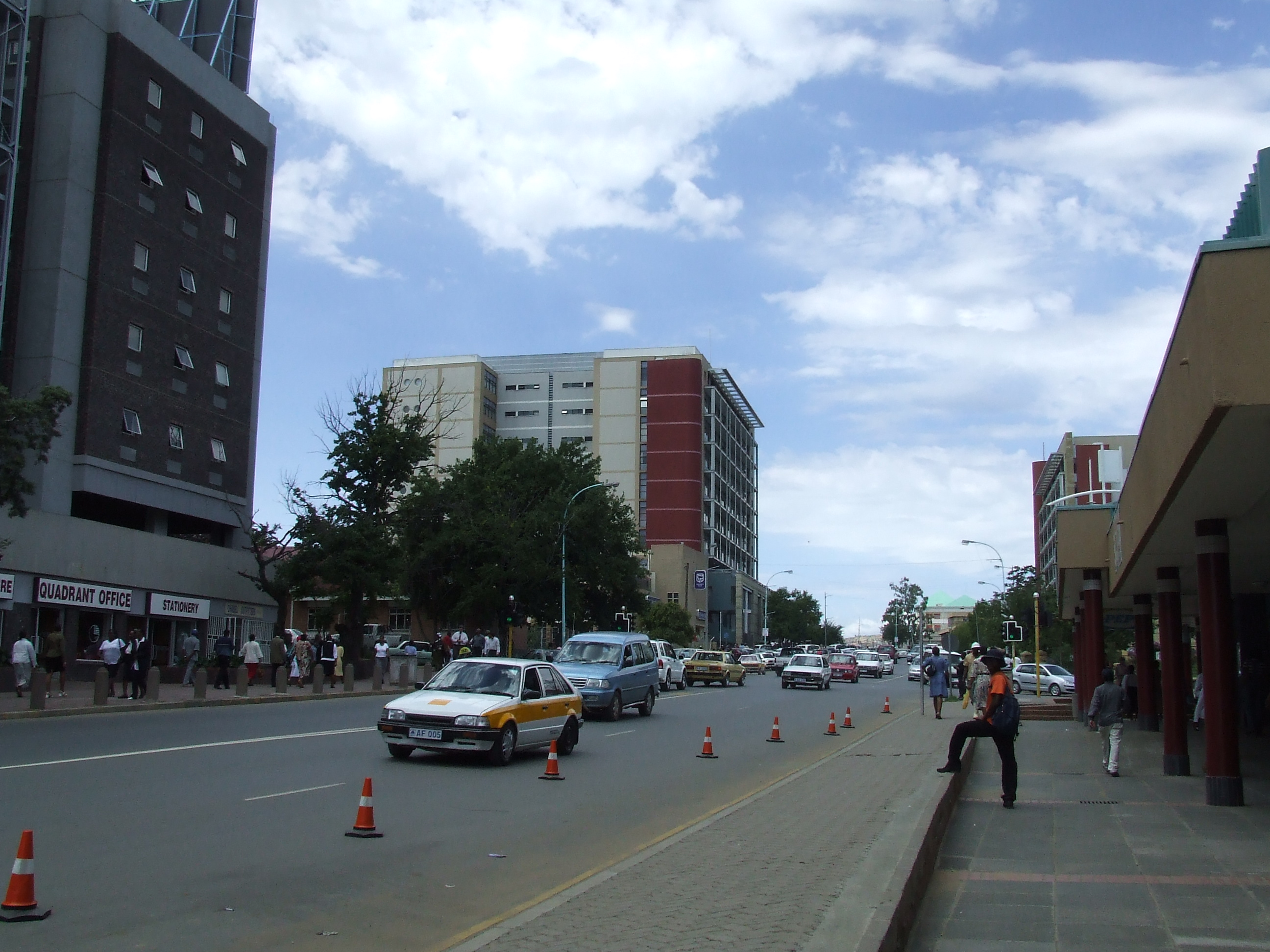

## Clima
| Date climatice pentru Maseru | Date climatice pentru Maseru | Date climatice pentru Maseru | Date climatice pentru Maseru | Date climatice pentru Maseru | Date climatice pentru Maseru | Date climatice pentru Maseru | Date climatice pentru Maseru | Date climatice pentru Maseru | Date climatice pentru Maseru | Date climatice pentru Maseru | Date climatice pentru Maseru | Date climatice pentru Maseru | Date climatice pentru Maseru |
| Luna                         | Ian                          | Feb                          | Mar                          | Apr                          | Mai                          | Iun                          | Iul                          | Aug                          | Sep                          | Oct                          | Nov                          | Dec                          | Anual                        |
| ---------------------------- | ---------------------------- | ---------------------------- | ---------------------------- | ---------------------------- | ---------------------------- | ---------------------------- | ---------------------------- | ---------------------------- | ---------------------------- | ---------------------------- | ---------------------------- | ---------------------------- | ---------------------------- |
| Maxima medie °C (°F)         | 28 (82)                      | 27 (81)                      | 24 (75)                      | 21 (70)                      | 18 (64)                      | 16 (61)                      | 16 (61)                      | 19 (66)                      | 23 (73)                      | 24 (75)                      | 26 (79)                      | 27 (81)                      | 22,4 (72,4)                  |
| Minima medie °C (°F)         | 15 (59)                      | 14 (57)                      | 12 (54)                      | 8 (46)                       | 4 (39)                       | 1 (34)                       | 1 (34)                       | 2 (36)                       | 6 (43)                       | 9 (48)                       | 11 (52)                      | 13 (55)                      | 8 (46,4)                     |
| Precipitații mm (inches)     | 111 (4.37)                   | 100 (3.94)                   | 85 (3.35)                    | 39 (1.54)                    | 20 (0.79)                    | 7 (0.28)                     | 3 (0.12)                     | 13 (0.51)                    | 27 (1.06)                    | 75 (2.95)                    | 88 (3.46)                    | 92 (3.62)                    | 660 (25,98)                  |
| Sursă: World Climate Guide.  |                              |                              |                              |                              |                              |                              |                              |                              |                              |                              |                              |                              |                              |